# Ridsport vid olympiska sommarspelen 1948
Ridsport vid olympiska sommarspelen 1948 arrangerades mellan 9 augusti och 14 augusti i London. Dressyr och fälttävlan avgjordes i Aldershot på området till Tweseldown Racecourse och banhoppningen avgjordes på Wembley Stadium. 108 deltagare från 17 nationer gjorde upp om medaljerna i de sex grenarna.

## Medaljskandalen i dressyr
Det svenska laget i dressyr med Gehnäll Persson, Henri Saint Cyr och G-A Boltenstern var medaljfavoriter innan spelen. Problemet var att Gehnäll Persson var remontryttare med fanjunkares grad vid K 4 i Umeå, som underofficer räknades han som professionell enligt de olympiska reglerna och därmed inte kvalificerad att deltaga. För att komma runt detta hinder för det svenska laget konstituerades Gehnäll Persson som fänrik den 20 juli och blev därmed kvalificerad. Laget levde upp till förväntningarna och vann guldet. Två och en halv vecka efter spelen återfick Persson sin fanjunkargrad. När detta blev känt internationellt inlämnade det franska laget en protest och den 27 april diskvalificerades Persson av FEI med Internationella olympiska kommitténs godkännande. Därmed var det svenska laget också diskvalificerat och man fick skicka tillbaka guldmedaljerna. Skandalen kom att belysa det otidsenliga reglerna och till OS 1952 hade förbudet mot underofficerare inom ridsporten upphävts, samma svenska lag återkom då och tog guldet igen.

## Medaljtabell
| Pl. | Nation         | Guld | Silver | Brons | Totalt |
| --- | -------------- | ---- | ------ | ----- | ------ |
| 1   | Frankrike      | 2    | 1      | 1     | 4      |
| 1   | Mexiko         | 2    | 1      | 1     | 4      |
| 3   | USA            | 1    | 2      | 0     | 3      |
| 4   | Schweiz        | 1    | 0      | 0     | 1      |
| 5   | Sverige        | 0    | 1      | 2     | 3      |
| 6   | Spanien        | 0    | 1      | 0     | 1      |
| 7   | Storbritannien | 0    | 0      | 1     | 1      |
| 7   | Portugal       | 0    | 0      | 1     | 1      |

## Medaljsammanfattning

### Dressyr
| Gren                            | Guld                                                              | Guld                                                              | Silver                                            | Silver                                            | Brons                                                      | Brons                                                      |
| ------------------------------- | ----------------------------------------------------------------- | ----------------------------------------------------------------- | ------------------------------------------------- | ------------------------------------------------- | ---------------------------------------------------------- | ---------------------------------------------------------- |
| Individuell dressyr detaljer    | Hans Moser Schweiz                                                | Hans Moser Schweiz                                                | André Jousseaume Frankrike                        | André Jousseaume Frankrike                        | Gustaf A. Boltenstern Sverige                              | Gustaf A. Boltenstern Sverige                              |
| Lagtävlingen i dressyr detaljer | Frankrike André Jousseaume Jean Saint-Fort Paillard Maurice Buret | Frankrike André Jousseaume Jean Saint-Fort Paillard Maurice Buret | USA Robert J. Borg Earl F. Thomson Frank S. Henry | USA Robert J. Borg Earl F. Thomson Frank S. Henry | Portugal Fernando Paes Francisco Valadas Luis Mena e Silva | Portugal Fernando Paes Francisco Valadas Luis Mena e Silva |

### Fälttävlan
| Gren                               | Guld                                                   | Guld                                                   | Silver                                             | Silver                                             | Brons                                                                   | Brons                                                                   |
| ---------------------------------- | ------------------------------------------------------ | ------------------------------------------------------ | -------------------------------------------------- | -------------------------------------------------- | ----------------------------------------------------------------------- | ----------------------------------------------------------------------- |
| Individuell fälttävlan detaljer    | Bernard Chevallier Frankrike                           | Bernard Chevallier Frankrike                           | Frank S. Henry USA                                 | Frank S. Henry USA                                 | Robert Selfelt Sverige                                                  | Robert Selfelt Sverige                                                  |
| Lagtävlingen i fälttävlan detaljer | USA Frank S. Henry Charles H. Anderson Earl F. Thomson | USA Frank S. Henry Charles H. Anderson Earl F. Thomson | Sverige Robert Selfelt Olof Stahre Sigurd Svensson | Sverige Robert Selfelt Olof Stahre Sigurd Svensson | Mexiko Humberto Mariles-Cortes Raul Campero Nunez Joaquin Solano Zagoya | Mexiko Humberto Mariles-Cortes Raul Campero Nunez Joaquin Solano Zagoya |

### Hoppning
| Gren                             | Guld                                                                   | Guld                                                                   | Silver                                                                         | Silver                                                                         | Brons                                                            | Brons                                                            |
| -------------------------------- | ---------------------------------------------------------------------- | ---------------------------------------------------------------------- | ------------------------------------------------------------------------------ | ------------------------------------------------------------------------------ | ---------------------------------------------------------------- | ---------------------------------------------------------------- |
| Individuell hoppning detaljer    | Humberto Mariles Cortés Mexiko                                         | Humberto Mariles Cortés Mexiko                                         | Rubén Uriza Castro Mexiko                                                      | Rubén Uriza Castro Mexiko                                                      | Jean F. d’Orgeix Frankrike                                       | Jean F. d’Orgeix Frankrike                                       |
| Lagtävlingen i hoppning detaljer | Mexiko Humberto Mariles Cortés Rubén Uriza Castro Alberto Valdes-Ramos | Mexiko Humberto Mariles Cortés Rubén Uriza Castro Alberto Valdes-Ramos | Spanien Jaime Garcia Cruz José Navarro Morenes M. Jose Gavilan y Ponce de Leon | Spanien Jaime Garcia Cruz José Navarro Morenes M. Jose Gavilan y Ponce de Leon | Storbritannien Henry M. V. Nicoll Harry M. Llewellyn Arthur Carr | Storbritannien Henry M. V. Nicoll Harry M. Llewellyn Arthur Carr |

Denna tabell: visa • redigera

## Fotnoter
1. 1 2 3  ”1948 The Sport”. FEI History Hub. FEI. http://history.fei.org/node/43. Läst 18 december 2014.
2. ↑  ”1948 Overview”. FEI History Hub. FEI. http://history.fei.org/node/42. Läst 18 december 2014.
3. 1 2 3 4 5 6  ”Results”. FEI. http://history.fei.org/node/44. Läst 21 december 2014.